# Brassinin
Brassinin ist ein Phytoalexin (pflanzlicher Abwehrstoff), der in der Familie der Kreuzblütler vorkommt.

## Vorkommen und biologische Bedeutung

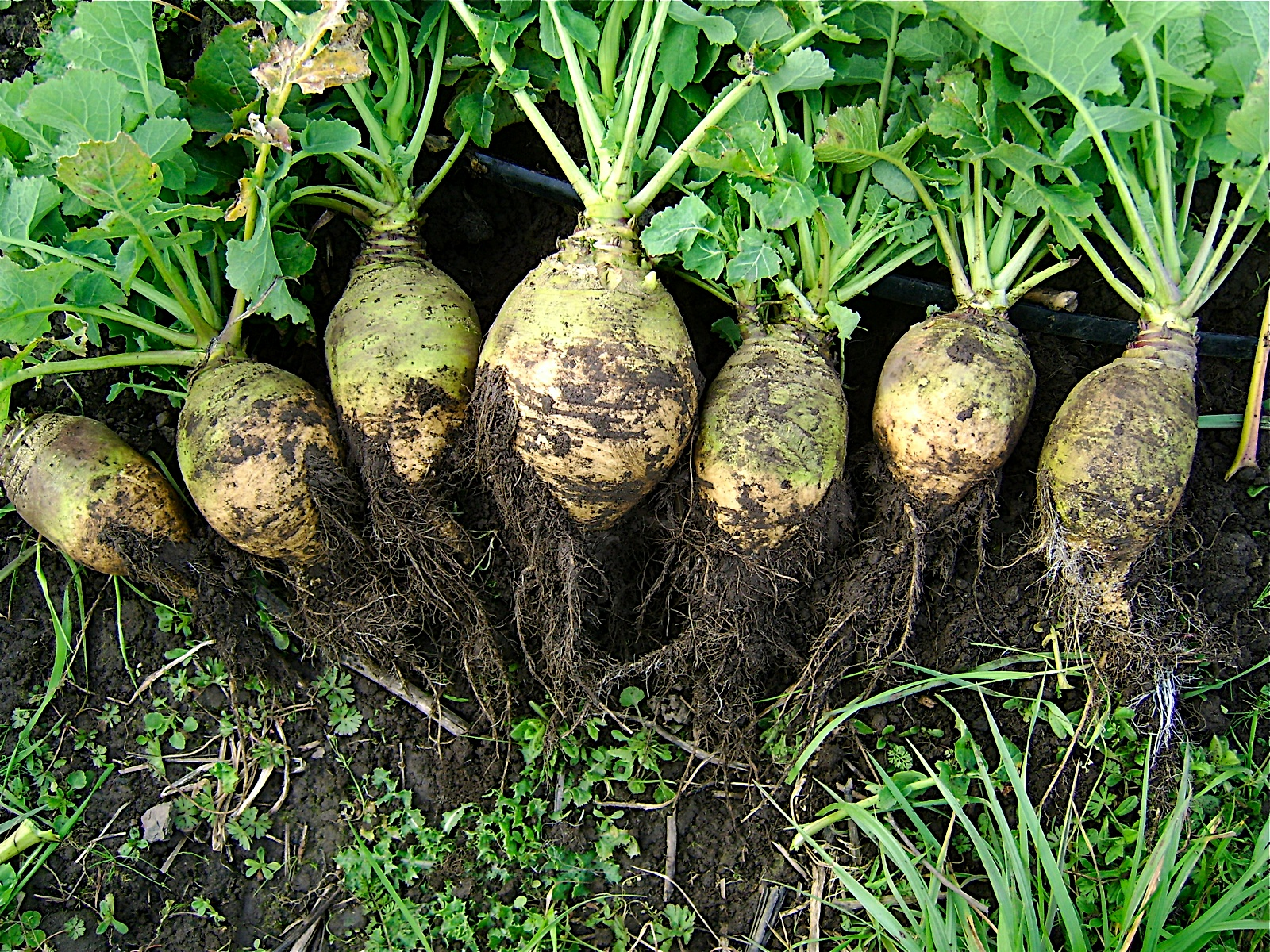
Steckrüben enthalten Brassinin

Brassinin ist ein Phytoalexin, also ein pflanzlicher Abwehrstoff, der in der Familie Kreuzblütler (Cruciferae) in Weißkohl, Rübsen, Steckrüben und Daikon vorkommt, und wirkt fungizid. Es ist außerdem der biosynthetische Vorläufer der Phytoalexine Cyclobrassinin und Brassilexin.
Brassinin kann durch einige Pilze abgebaut werden, die die fungizide Wirkung der Verbindung so umgehen können. Leptosphaeria maculans wandelt das Brassinin insbesondere in Indol-3-carbaldehyd und Indol-3-carbonsäure um. Bei Alternaria brassicicola und Botrytis cinerea treten die gleichen Metaboliten sowie zusätzlich Indol-3-methylamin auf. Sclerotinia sclerotiorum wandelt das Brassinin in ein Glucosid um.

## Biosynthese
Die Biosynthese von Brassinin geht vom Tryptophan aus und umfasst eine Umlagerung, bei der das Stickstoffatom der Aminogruppe in die Seitenkette des Indolrings inseriert wird. Gemäß Experimenten mit isotopenmarkierten Vorläufern stammt die Thiomethylgruppe des Brassinins aus Methionin, das andere Schwefelatom aus Cystein.

## Herstellung
Die erste Synthese von Brassinin ging von Indol-3-carbaldehyd aus. Dieser wird zunächst mit Hydroxylaminhydrochlorid zum Oxim umgesetzt und dieses mit Devardascher Legierung zu Indol-3-methanamin reduziert. Durch Umsetzung mit Kohlenstoffdisulfid in Gegenwart von Pyridin und Triethylamin wird ein Dithiocarbamat erhalten, das mit Methyliodid zu Brassinin methyliert wird. Alternativ kann das Intermediat Indol-3-methanamin auch ausgehend von Indol hergestellt werden, indem dieses zu Gramin umgesetzt wird, mit Methyliodid quaternisiert und anschließend mit konzentriertem Ammoniak umgesetzt wird. Eine weitere Synthese geht von Boc-geschütztem Indol-3-carbaldehyd aus. Dieser wird mit Hydroxylaminhydrochlorid zum entsprechenden Oxim umgesetzt, dann reduziert und mit Thiophosgen zum geschützten Indolmethylisothiocyanat umgesetzt. Umsetzung mit Natriummethanthiolat ergibt das geschützte Endprodukt, das ebenfalls mit Natriummethanthiolat, in Gegenwart von Piperidin und [15]Krone-5, entschützt werden kann.

## Reaktionen
Brassinin kann zur Synthese von Cyclobrassinin verwendet werden, indem es bromiert und anschließend unter Dehydrobromierung cyclisiert wird. Eine hierfür bekannte Variante beruht auf Pyridiniumtribromid für die Bromierung und DBU für die Dehydrobromierung. Eine weitere beruht auf N-Bromsuccinimid und Triethylamin.